# Marleen van Iersel
Marleen van Iersel (* 7. Januar 1988 in Breda) ist eine niederländische Beachvolleyball- und ehemalige Volleyballspielerin. Bereits in der Jugend gewann sie zahlreiche Titel. 2012 und 2014 wurde sie Europameisterin. Bei den Olympischen Spielen 2012 und 2016 belegte sie jeweils den neunten Rang.

## Karriere

### Hallenvolleyball
Als Siebenjährige begann Marleen van Iersel in ihrem Heimatort beim VC Goirle mit dem Volleyball in der Halle. Anschließend spielte sie für verschiedene Vereine. Ihre letzte Station war der Erstligist VC Weert. Dort beendete sie 2006 ihre Karriere in der Halle und wechselte endgültig zum Beachvolleyball.

### 2003 bis 2008
2003 wurde van Iersel mit Leonie Penninga hinter den beiden deutschen Paaren Köhler/Ludwig und Büttner/Sude Dritte bei der U18-Europameisterschaft in Brünn. Anschließend erreichte sie mit Jennifer Waninge den fünften Platz bei der U19-Weltmeisterschaft in Pattaya. Beim gleichen Wettbewerb kam sie ein Jahr später mit Margo Wiltens in Termoli auf den vierten Rang. Dies gelang ihr mit Arjanne Stevens auch bei der U21-WM 2004 in Porto Santo. Außerdem wurde van Iersel 2004 niederländische Meisterin der Altersklassen U18 und U20. Mit ihrer neuen Partnerin Marloes Wesselink spielte van Iersel bei den Gstaad Open 2005 ihr erstes Turnier der FIVB World Tour. In Tel Aviv gewannen van Iersel/Wesselink mit einem Finalsieg gegen die Österreicherinnen Jirak/Schwaiger die U20-Europameisterschaft. Bei der U19-WM in Saint-Quay-Portrieux wurden sie Fünfte und bei der U21-WM in Rio de Janeiro Neunte. Bei der U18-EM in Illitschiwsk trat van Iersel mit Angelique Vergeer an und kam auf den vierten Platz. 2006 spielten van Iersel/Wesselink drei Open-Turniere und wurden Dritte der U21-WM in Mysłowice. Bei der U19-WM in Bermuda unterlag van Iersel mit Daniëlle Remmers erst im Endspiel den Rohkamper/Palmer.
2007 gewannen van Iersel/Wesselink das Satellite-Turnier in San Sebastián und wurden Dritte beim Challenger-Turnier in Zypern. Auf der World Tour spielten sie einige Open-Turniere und in Berlin und Klagenfurt auch ihre ersten Grand Slams. Mit einem Sieg gegen Sanne Keizer und Mered de Vries wurden sie niederländische Meisterinnen. Anschließend unterlagen sie in der zweiten Hauptrunde der EM in Valencia dem deutschen Duo Pohl/Okka Rau; auf der Verliererseite gelangten sie bis in die vierte Runde, in der sie gegen die Norwegerinnen Håkedal/Tørlen ausschieden, womit sie den siebten Platz belegten. In Scheveningen wurde van Iersel mit Danielle Remmers mit einem Sieg gegen die Tschechinnen Kolocová/Sluková U20-Europameisterin. Außerdem kamen van Iersel/Wesselink bei der U21-WM in Modena auf den dritten Rang. 2008 gelangen ihnen bei den Open-Turnieren und Grand Slams zunächst keine vorderen Platzierungen. Bei der EM in Hamburg gewannen sie unter anderem das niederländische Duell gegen Kadijk/Mooren und unterlagen schließlich zwei deutschen Duos: in der Hauptrunde Goller/Ludwig und in der Verliererrunde Pohl/Rau. Danach wurden sie bei den Grand Slams in Gstaad und Klagenfurt sowie den Kristiansand Open jeweils Neunte. Mit Remmers gewann van Iersel die U21-Weltmeisterschaft in Brighton.

### 2009 bis 2013
Beim letzten Turnier 2008 in Dubai und beim World-Tour-Auftakt 2009 in Brasília hatte van Iersel ihre ersten Auftritte an der Seite von Sanne Keizer und belegte dabei jeweils den neunten Platz. Bei den Osaka Open setzten sich Keizer/van Iersel im Spiel um den dritten Platz gegen das US-Duo Akers/Turner durch und gewannen damit ihre erste Medaille auf der World Tour. In Seoul und beim Masters in Berlin wurden sie jeweils Neunte. Bei der WM in Stavanger erreichten sie als Gruppensieger die K.-o.-Runde; im Viertelfinale schieden sie schließlich gegen die Brasilianerinnen Larissa/Juliana aus und wurden Fünfte. Auf der World Tour erzielten sie als Vierte in Gstaad, Fünfte in Klagenfurt, Siebte in Åland und Den Haag sowie Neunte in Barcelona weitere Top-Ten-Ergebnisse. Mit einem Finalsieg gegen Remmers/Stiekema gewannen sie die niederländische Meisterschaft. Bei der EM in Sotschi kamen sie als Gruppenzweite ins Viertelfinale, das sie gegen die Belgierinnen Mouha/Van Breedam verloren. Ebenfalls Fünfte wurden sie beim letzten Open-Turnier des Jahres in Phuket. Zum Abschluss der Saison wurde van Iersel von der FIVB als „Most Improved Player“ ausgezeichnet.

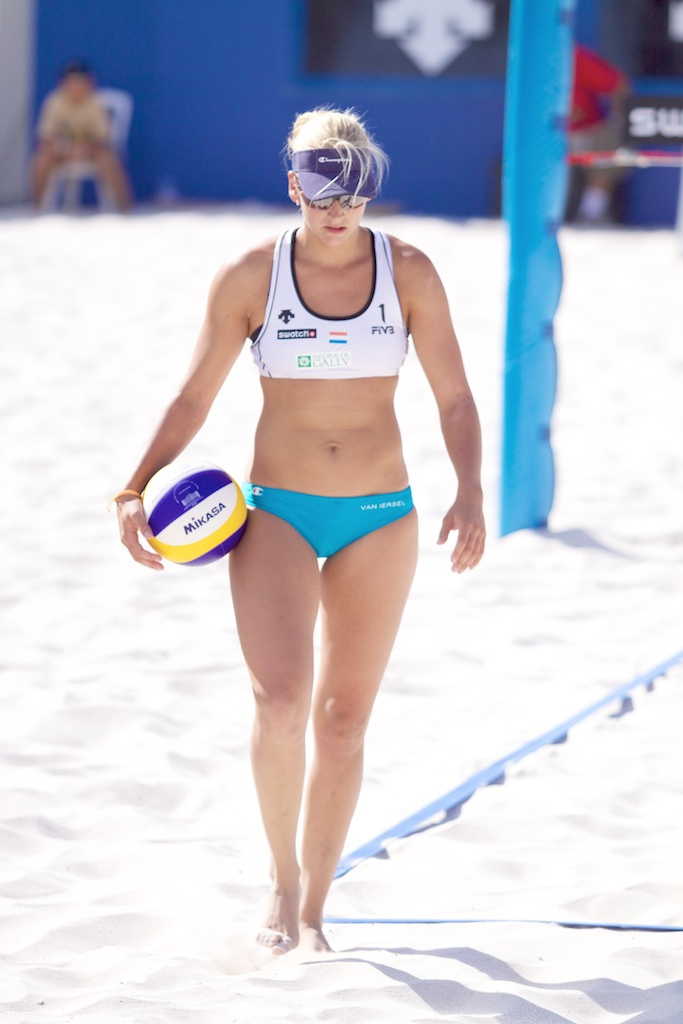
van Iersel 2010 in Marseille

Auf der World Tour 2010 erreichten Keizer/van Iersel nach zwei 17. Plätzen bei den folgenden Grand Slams jeweils die Top Ten; sie wurden Neunte in Rom, Moskau und Gstaad sowie Fünfte in Stavanger. Die Marseille Open beendeten sie nach zwei Niederlagen gegen österreichische Duos auf dem vierten Rang. Bei der EM in Berlin blieben sie in der Vorrunde und im Achtelfinale ohne Satzverlust. Nach einem Tiebreak-Sieg im Viertelfinale gegen die Deutschen Köhler/Sude verloren sie sowohl das Halbfinale gegen Goller/Ludwig als auch das Spiel um den dritten Platz gegen die finnischen Schwestern Emilia und Erika Nyström. Mit einem Sieg gegen Meppelink/Wesselink gewannen sie die niederländische Meisterschaft. Nach einem vierten Platz bei den Den Haag Open siegten sie beim Continental Cup in Montpellier. Das internationale Jahr beendeten sie mit einem neunten Platz in Sanya und einem vierten Rang in Phuket.
In die Saison 2011 starteten Keizer/van Iersel mit zwei neunten Plätzen in Brasília und Sanya. Dann gewannen sie das Finale der Shanghai Open gegen die amtierenden Weltmeisterinnen Kessy/Ross aus den USA und feierten damit ihren ersten Turniersieg in der FIVB-Serie. Die nächste Goldmedaille gab es gleich im nächsten Open-Turnier in Mysłowice, wo die Niederländerinnen im Endspiel das italienische Duo Cicolari/Menegatti besiegten. Bei der WM in Rom blieben sie in der Vorrunde und im ersten K.-o.-Spiel gegen ihre Landsfrauen Kadijk / Mooren ohne Satzverlust. Im Achtelfinale mussten sie sich Köhler/Sude geschlagen geben. Bei den folgenden Grand Slams blieben sie in den Top Ten und wurden unter anderem Vierte in Stavanger, Fünfte in Gstaad und Dritte in Klagenfurt, wo sie nach der Niederlage gegen die Olympiasiegerinnen Walsh/May-Treanor im Bronzespiel die Brasilianerinnen Talita/Antonelli besiegten. Bei der EM in Kristiansand gewannen sie ihre Vorrundengruppe und das Achtelfinale gegen die Norwegerinnen Maaseide/Tørlen, bevor sie sich im Achtelfinale den Österreicherinnen Hansel/Montagnolli geschlagen geben mussten.
Zu Beginn der World Tour 2012 wurden Keizer/van Iersel Siebte der Brasília Open, Vierte beim Grand Slam in Shanghai und mit einem Sieg gegen die Deutschen Holtwick/Semmler Dritte in Peking. Bei der EM in Scheveningen kamen sie als Gruppensieger ins Achtelfinale und besiegten Dubovcová/Nestarcová, Mouha/Gielen und Háječková / Klapalová. Im Finale gegen die Griechinnen Tsiartsiani/Arvaniti wurden sie schließlich Europameisterinnen. Nach einem fünften Platz in Moskau und einem 17. Platz in Rom erreichten sie beim Grand Slam in Gstaad das Finale, das sie gegen Walsh/May-Treanor verloren. In Klagenfurt wurden sie wiederum Fünfte. Als siebtbestes Team der Olympiarangliste qualifizierten sie sich für die Olympischen Spiele in London. Dort kamen sie als Gruppendritte ins Achtelfinale und mussten sich wieder Walsh/May-Treanor geschlagen geben, womit sie den neunten Rang belegten. Auf der World Tour 2013 wurden sie jeweils Neunte in Fuzhou, Shanghai und Rom jeweils Neunte und Fünfte in Den Haag. Bei der WM in Stare Jabłonki erreichten sie als Dritte der Vorrundengruppe das Achtelfinale, in dem sie gegen die Brasilianerinnen Maestrini/Seixas ausschieden und den neunten Platz belegten. Ebenfalls Neunte wurden sie beim Grand Slam in Gstaad. Bei der EM in Klagenfurt kamen sie als Gruppensieger direkt ins Achtelfinale, das sie im niederländischen Duell gegen van der Vlist/Wesselink verloren. Bei der niederländischen Meisterschaft gewannen sie den Titel im Finale gegen van der Vlist und Rimke Braakman.

### 2014 bis 2021
Seit Anfang 2014 spielte van Iersel mit Madelein Meppelink. Zu Beginn der World Tour 2014 wurden Meppelink/van Iersel Neunte in Fuzhou und Fünfte in Shanghai, außerdem belegten sie den vierten Platz beim CEV-Masters in Baden. Bei der EM in Quartu Sant’Elena gewannen sie ihre Vorrundengruppe ebenso wie das Achtelfinale gegen Holtwick/Semmler und das Viertelfinale gegen Menegatti/Orsi Toth, bevor sie sich im Halbfinale nach drei Sätzen gegen Bieneck/Großner durchsetzten. Mit einem Finalsieg gegen die Schweizerinnen Goricanec/Hüberli wurden sie schließlich Europameisterinnen. Auch auf der World Tour blieben sie als Dritte in Moskau, Neunte in Berlin und Vierte in Stavanger erfolgreich. Nach zwei schwächeren Ergebnissen folgten zwei fünfte und ein neunter Platz und am Ende ein dritter Rang in São Paulo.
Bei den ersten Turnieren der World Tour 2015 standen Meppelink/van Iersel gleich zweimal im Endspiel; in Luzern unterlagen sie dem deutschen Duo Borger/Büthe und in Moskau den Brasilianerinnen Larissa/Talita. Beim Major-Turnier in Stavanger wurden sie Dritte. Bei der WM in den Niederlanden blieben sie in der Vorrunde und dem ersten K.-o.-Spiel ungeschlagen, bevor sie das Achtelfinale gegen die Australierinnen Bawden/Clancy verloren. Den Grand Slam in Yokohama beendeten sie auf dem fünften Platz. Bei der EM in Klagenfurt mussten sich die Titelverteidigerinnen als Gruppensieger im Achtelfinale dem slowakischen Duo Dubovcová/Nestarcová geschlagen geben. Ihr nächstes Endspiel erreichten sie beim Grand Slam in Olsztyn, wo erneut Larissa/Talita zu stark waren. Anschließend wurden Meppelink/van Iersel Dritte in Rio de Janeiro und Fünfte beim World Tour Final in Fort Lauderdale. Zum Auftakt des Jahres 2016 verpassten sie in Maceió den Turniersieg durch eine Niederlage gegen die Brasilianerinnen Eduarda Lisboa und Elize Maia. Anschließend wurden sie Fünfte in Fortaleza sowie Neunte in Rio und Moskau. Bei der EM in Biel/Bienne gewannen sie ihre Vorrundenspiele sowie das niederländische Achtelfinale gegen van Gestel/van der Vlist und schieden Viertelfinale gegen die Tschechinnen Sluková/Hermannová aus. Beim Hamburg Major und dem Grand Slam in Olsztyn kamen sie ebenso auf den fünften Platz und in Gstaad wurden sie Vierte. Als viertbestes Team der Olympiarangliste qualifizierten sich Meppelink/van Iersel für die Olympischen Spiele in Rio. Dort erreichten sie als Gruppenzweite das Achtelfinale, das sie im Tiebreak gegen die Schweizerinnen Heidrich/Zumkehr verloren. Somit belegten sie den neunten Platz.
2017 spielte van Iersel an der Seite der ehemaligen Hallen-Nationalspielerin.Manon Nummerdor-Flier 2018 und 2019 startete van Iersel auf der World Tour mit Joy Stubbe und hatte zahlreiche Top-Ten-Platzierungen. Bei der heimischen EM 2018 wurden van Iersel/Stubbe Neunte. Anschließend gewannen sie die niederländische Meisterschaft. 2019 erreichten sie bei der WM in Hamburg Platz neun und bei der EM in Moskau Platz fünf.
2020 und 2021 war Pleun Ypma van Iersels Partnerin. Bei der EM in Jūrmala belegten die beiden Niederländerinnen den neunten Platz. 2021 spielten sie auf den 4-Sterne FIVB-Turnieren in Doha, Cancún, Sotschi und Ostrava und erreichten die Plätze 17, 33, 41, 5, 17 und 33. Bei der EM in Wien belegten sie erneut den neunten Platz.